# Utenzi
Utenzi eller Utendi är ett klassiskt swahili-versmått som ofta använts i berättande äventyrsdiktning.
En av de äldsta kända utendidikterna är Bwana Mwengos Utendi wa Tambuka från  1728. Till andra kända diktare hör Muhamadi Kijuma och Haji Chum.
Varje vers i en utenzi skrivs traditionellt i en rad, delad i fyra åtta-staviga hemisticher, varav de tre första rimmar, och den sista binder samman versen med omgivande verser. I moderna återgivningar (med latinska bokstäver) skrivs varje vers på fyra rader, som här, i en vers ur en utenzi om en båtresa i skärgården av Muhamadi Kijuma:
Kwa usiku milimani
tukakila kwa imani
nao phaka shanini
mimi khawatukulia
I översättning till engelska:
In the evening on the hills
peacefully we ate
and I put some food on a plate
and brought it to the cats.